# 강원용
강원용(姜元龍, 1917년 7월 3일~2006년 8월 17일)은 일제강점기와 대한민국의 한국기독교장로회 소속 기독교 신학자이자 정치가·철학자·통일운동가·교육자·반일반공운동가·시민사회운동가이다.

## 이력
그는 함경남도 출신이며, 아호는 여해(如海)이다.
일제강점기 후반 일본에 유학을 다녀왔고 1945년 이후에는 김규식 박사와 여운형이 전개한 좌우합작운동에 투신하였고 한국기독교장로회 소속 경동교회에서 활동하였다. 1953년 미국을 거쳐 캐나다로 유학했다가 1957년에 귀국한 뒤 미국과 관련된 활동을 했다. 이후 기독교 단체 활동과 시민사회단체에서 활동하며 1972년 10월 유신 이후 로마 가톨릭교회의 김수환 추기경·윤보선 前 대통령·월남 퀘이커 교도 함석헌 등과 함께 반 유신 운동을 주관하기도 했다. 크리스천 아카데미, 평화포럼 등을 조직했다.
말년에는 참여정부에서 시행한 일부 정책이나 용이치 않은 친일파 청산 작업 등을 비판했다. 또 반미주의와 좌파 운동가들에 대한 반감을 보여 반대쪽에서 비판받기도 하였다.

## 학력
- 함경남도 이원 차호보통학교 졸업
- 만주국 은진 중학교 졸업
- 일본 도쿄 메이지 학원 졸업
- 한국신학대학교 학사
- 캐나다 매니토바 대학교 대학원 철학과 철학 석사
- 미국 유니언 신학대학교 신학대학원 신학 석사
- 미국 뉴 스쿨 대학교 대학원 교육학 석사

## 생애

### 생애 초기

#### 출생과 생애 초기
1917년 7월 3일 함경남도 이원군 남송면 원평리에서 출생하였다. 유교적 가풍이 강한 집안에서 태어나 보통학교 재학시절이던 1931년 개신교에 입교하였다. 그가 기독교인이 되자 집안의 반대는 심하였고, 그의 회고에 의하면 그의 조모는 슬퍼하였다고 한다. 유교적 가풍이 있는 집안이었으나 그가 태어날 무렵 가계는 농사를 지어 생계를 유지해야 했다. 농민의 자녀이기도 했던 그는 농민이 잘 사는 세상을 만들겠다고 다짐하게 되었다.
1931년 차호공립보통학교를 졸업하였다. 1935년 소를 판 돈 70원을 들고 가출, 그해 일본으로 건너가 도쿄 메이지 학원(明治學院) 영문과를 수학하였다.

#### 학창 시절
농촌 계몽운동에 감화된 그는 이후 '농민이 잘 사는 나라를 만들겠다'는 신념을 안고 만주 용정으로 건너갔다. 1935년 만주의 북간도 용정의 용정중학으로 진학, 윤동주, 문익환을 만나 인연을 맺었고, 브 나로드 운동에도 참가하였다. 그 뒤 만주 북간도 은진중학교에 입학, 졸업했다. 은진중학교 2학년 당시 학년 학생부장과 종교부장으로 활동하며 동급생들을 데리고 마을 계몽운동을 하였고, 연극부 활동도 즐겨 하였으며 웅변으로 상을 받기도 하였다. 또한 은진중학교 은사였던 김재준 목사를 통해 개신교(장로교)신앙에 눈을 뜨게 됐다 한다.
1940년 일본 메이지 학원 영문학부를 졸업한 뒤 만주에서 전도사 활동을 한다. 그 뒤 이화여자대학교 대학원 명예문학박사, 원광대학교 대학원 명예철학박사 학위 등을 수여받았다. 1940년 12월 27일 김명주와 만나 결혼하였다. 1943년 일본경찰의 눈을 피해 북간도 마창툰으로 들어가 은거하였다. 그 뒤 배우자 김명주가 복막염을 앓자 부득이 함경북도 회령군으로 이주하였다. 1944년 겨울 조선총독부 경찰에 체포되어 수감되었고, 옥중에서 단식 끝에 병이 악화되어 결핵진단을 받고 풀려났다. 석방 뒤 북만주 캐산툰으로 도피하였다가 8월 가석방된 이들이 재수감된다는 소문이 돌자 다시 은거하였다.

### 광복 이후

#### 군정기의 활동

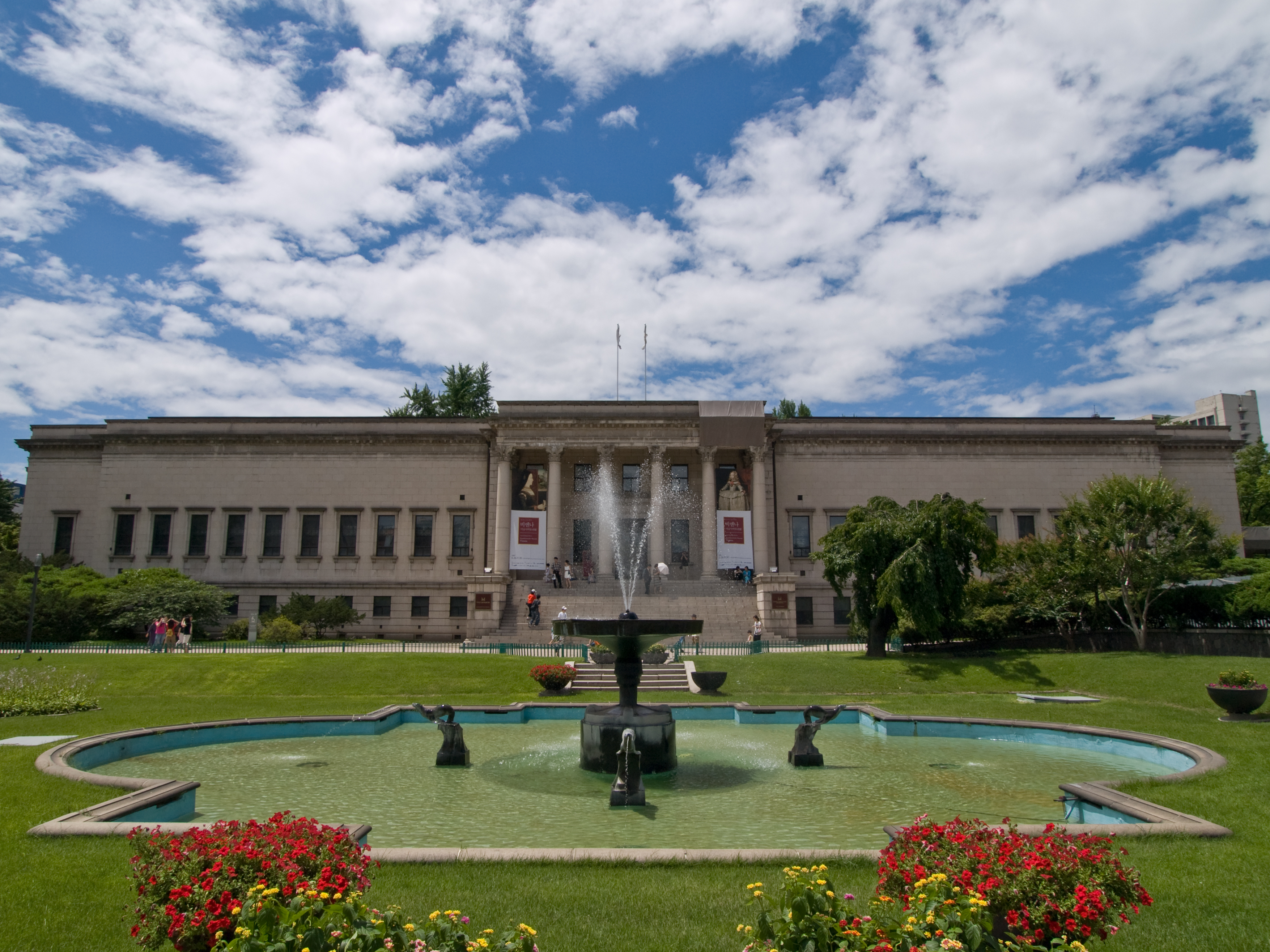
덕수궁 석조전. 이곳에서 미소공위가 개최되고, 좌우합작위원회 회담이 열리곤 했었다.

그는 1945년 8월 15일 광복을 북한에서 맞았다. 치안유지위원회에서 일제 때 감옥에 갔다 온 애국자라며 그에게 부위원장 겸 선전부장을 맡겼으나, 노동자들의 데모를 반대했다는 이유로 곧 인민재판에 회부되었다. 남아 있으면 죽겠다 싶어 회령을 떠나 천신만고 끝에 1945년 9월 20일 서울에 도착했다.
1945년 12월 경동교회를 설립했으며, 김재준 목사를 초빙해 초대목사 추대에 가담하였다. 이어 한신대학교에 입학하였다. 1946년 이후 김규식과의 인연으로 김규식·여운형 등이 주도하는 좌우합작위원회에서 활동하였다. 여운형이 한지근에게 암살된 뒤 김규식 등이 1947년 12월 민족자주연맹이 결성되자 민족자주연맹 기획담당 책임자로 참여했다.
좌우합작위원회와 민족자주연맹에서 활동하며 좌우 합작 운동에 참여한다. 그러나 이때 누군가에 의해 민주주의독립전선의 명단에 그의 이름이 올라 공산당 조직의 중앙위원이라는 의혹을 받고 곤욕을 당하기도 하였다. 전북지방에 자주 강연하러 갔다가 테러를 당할 뻔 하였는데, 한모 장로에게 이유를 묻자 사람들은 그가 공산당 조직의 중앙위원이 되어서 그렇다고 이유를 댔던 것이다. 한편 그를 전북지방 강연에 초대한 이승만의 사람 김춘호는 징계를 받았다고 한다.

#### 정부 수립 이후
그 뒤 5.10 제헌국회의원 총선거가 실시되자 그는 반대하지는 않았지만 정치 문제에서 한발 물러났다. 1948년 한신대학교를 졸업한 뒤 목사안수를 받았고 1949년 11월 김재준(金在俊) 목사의 후임으로 경동교회 목사로 부임하였다. 그 뒤 전향하여 반공노선을 선택하였고, 기독청년연합회 정치부장을 지냈다.
그 후 1953년 도미(渡米)하였다. 당시 대통령 후보가 되려던 조봉암은 선거에 나오면서 그와 친하게 지내던 사람들을 많이 영입했다. 그는 그런 상황이 전개되던 1953년에 캐나다로 유학을 갔다.
캐나다 매니토바대학에서 신학박사(1954년)학위를 받았고, 미국 유니언신학대학(1956년)을 거쳐 1957년 미국 뉴스쿨대학교대학원을 졸업한 뒤 귀국하였다. 1959년 《크리스천 아카데미》를 설립하고 산업사회와 종교 등의 주제로 많은 강의와 세미나, 학술대회 등을 개최, 주관하였으며 이후 종교 간의 대화, 여성운동, 노동자 계몽운동 등에 나선다.

#### 귀국

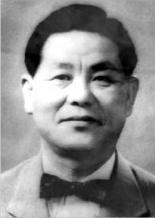
진보당 당수 조봉암
(강원용은 그의 지지요청을 거부했다.)

1957년 10월에 오산 비행장을 경유하여 귀국하였다. 그가 귀국하자 오산 비행장에는 이명하, 김기철 등 진보당 사람들이 마중나와 있었다. 이 중 김기철은 우익 정당인 한국독립당에 관여했던 인물이지만 그가 쓴 통일론이 좀 급진적이어서 진보당 사건 과정에서 문제가 되었다.
그와 개인적으로 친했던 이들이라 비행기에서 내려 반갑게 인사를 나눴는데, 그 중에 전혀 얼굴을 모르는 한 사람이 다가와서 손을 잡더니만 “아이구, 강 동지 오래간만이야” 하는 것이었다. 그가 당황해하니까 마중나온 아내가 “인사 그만하고 얼른 차를 타라”고 하였다. 차 안에서 그는 경찰이 그의 귀국 직전에 배치되었다는 소식을 접한다.
김명주의 말에 의하면 "며칠 전에 경찰 정보과에서 누군가가 찾아와서 “당신 남편이 귀국할 때 조봉암이 비행장에 나간다고 하더라. 만약 조봉암이 비행장에 나가면 당신 남편은 한국에 와서 아무것도 못한다. 경찰이 눈여겨보고 있다”고 귀띔을 하고 갔다는 것"이었다. 그의 아내는 조봉암의 집에 찾아가서 제발 남편을 만나지 말아달라고 빌었다 한다.
| “ | 그래서 아내가 조봉암 씨 집에 찾아가서 싹싹 빌었대요. 제발 비행장에 나오지 말라고. 그랬더니 조봉암 씨가 “그러면 내가 안 나가는 대신에 친구들을 내보내겠다”고 하더랍니다. 아내가 그래도 걱정이 돼서 당시 육군 소장으로, 저와 회령에 있을 때부터 친했던 박남표에게 이 문제를 상의했답니다. 박남표는 생각 끝에 자신과 친한 자유당 국회의원 안동준(후에 관광공사 총재 역임)에게 “네가 비행장에 나가서 강원용과 친한 것처럼 행동해달라”고 부탁했대요. 그러니 저는 영문도 모르고 인사를 한 거죠. | ” |

그때 이미 진보당 인사 주변에 경찰이 쫙 깔려 있었다. 이후 그는 조봉암 측과의 접촉을 최대한 피했다.

#### 조봉암과의 결별
그는 여러번 사람을 보내 자신을 지지해줄 것을 요청한 조봉암의 제의를 거절했다.
그가 집에 도착해서 짐을 풀고 있는데 이명하가 찾아왔다. 이명하와는 인연이 오래되었는데 그들의 부모님들 끼리도 서로 잘 아는 사이였다. 이명하는 “오랜만에 귀국했다고 부모님이 당신한테 인사를 하고 싶다시는데, 여기에 앉아서 인사를 받겠냐, 아니면 나랑 같이 가서 인사를 드리겠냐”고 물었다. 당연히 “아, 내가 인사를 드려야지” 하면서 제가 따라나섰다. 그러나 그의 속임수에 빠져 차를 타고 도착한 곳은 조봉암의 집이었다.
강원용 역시 "그런데 가다보니까 길이 좀 달라요. 대문도 다르고. 알고 보니 조봉암 씨 집이었어요. 자기 부모를 만나게 한다면서 조봉암한테 데려간 겁니다."라고 회고한다. 그의 집으로 들어가니 윤길중, 김기철 등이 죽 앉아 있었다. 그래서 같이 밥을 먹는데, 조봉암 씨가 “강 동지가 돌아와 정말 반갑다”고 하였다. 제가 “작년(1956년 대통령선거)에 상당히 잘 했는데, 선생은 아직도 대통령 꿈을 갖고 있느냐”고 물었더니 “사실은 내가 이긴 건데 이승만이 부정선거를 해서 떨어졌다”고 했습니다. 그에 의하면 조봉암은 자신이 부정선거로 떨어졌다는 사실도 이미 인식했다는 것이다.
그래서 그는 "한국은 미국의 영향을 강하게 받는 나라인데, 내가 미국에 있을 때 목도한 매카시즘을 생각하면 한국에서 당신이 대통령 되기는 틀렸다”고 했고, 이내 장내의 분위기는 썰렁하게 변하였다.

### 신앙, 시민사회 활동

#### 5.16 군사 정변 전후

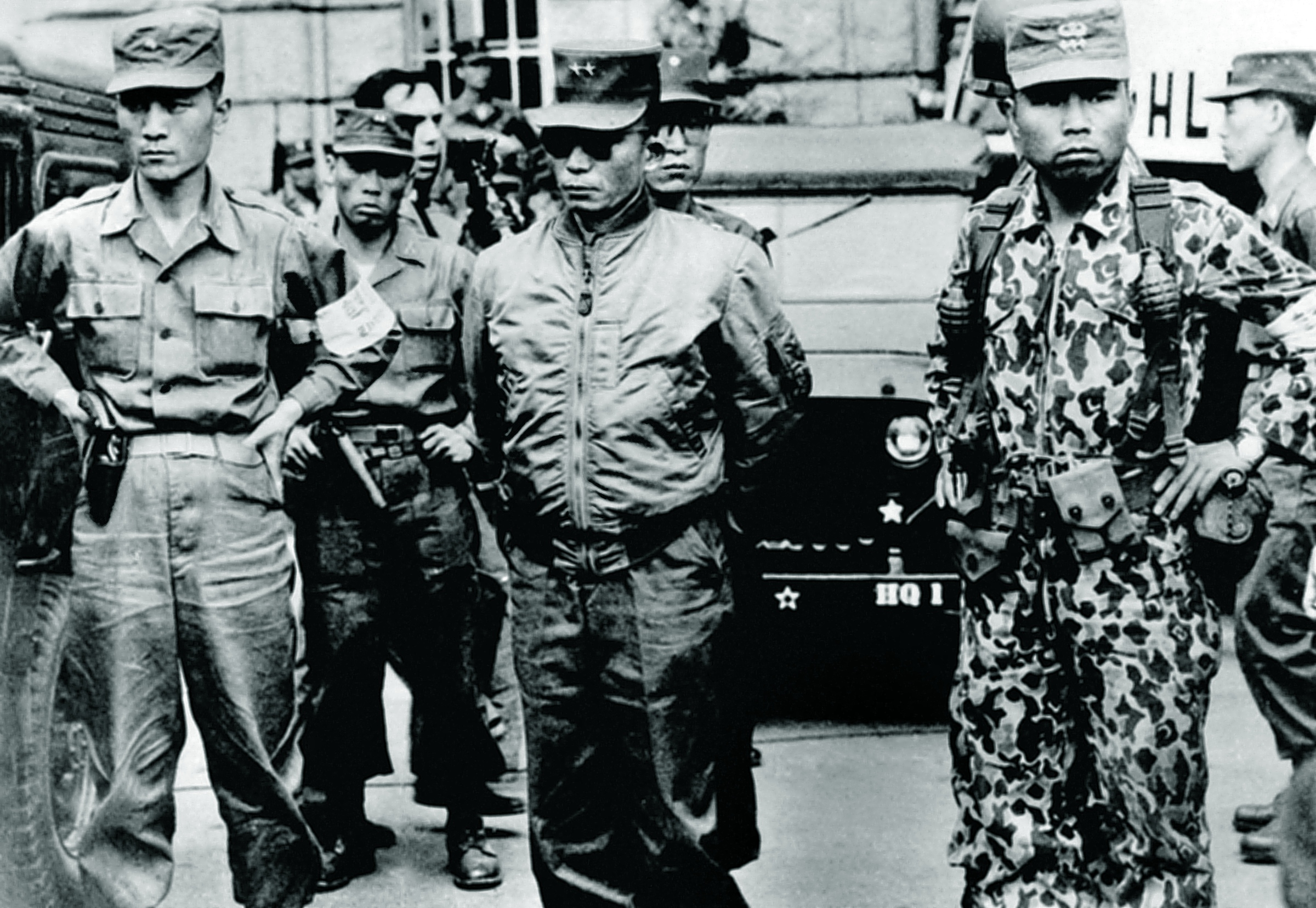
5·16 군사정변 직후, 5월 16일 오전 8~9시 경 중앙청 앞에서 박정희와 이낙선 소령, 박종규 소령

1961년 세계기독교교회협의회 실행위원과 중앙위원이 되었다. 1962년 캐나다 매니토바대학교에서 명예신학박사 학위를 수여받았다. 1963년 5월 18일 서울특별시 퇴계로 보훈처회관을 방문, 5.16 군사정변의 2인자였던 박정희를 만나 독재할 생각을 말고 민생을 챙길것을 충고하기도 하였다.
그는 박정희를 공산주의자로 보기도 하였다. 수시로 그에게 박정희가 과거 좌파전력의 인사들과 접촉한다는 정보가 그에게로 들어왔다. 동아대학교의 러시아어문학 교수인 지인이 박정희가 부산의 좌파 사람들을 만나는 것을 목격, 위험인물로 보고 추적한 뒤, 그 내용을 알려오자 강원용은 박정희의 공산주의자 활동을 조사해서 미국측 인사들에게 알려주기도 하였다. 박정희 등이 5.16군사정변을 일으키자 동아대학교 박 교수가 박정희 집안의 과거를 조사하여 자료를 정리하고 녹음기를 들고 박정희 주변의 대화를 녹음 녹취록을 작성한 것을 전달받았다. 박정희측이 알래스카 토벌작전으로 함경도파를 제거하고, 장도영 일파마저 축출하자 그에 대한 의심과 감시를 강화하였다.

#### 1960년대 활동

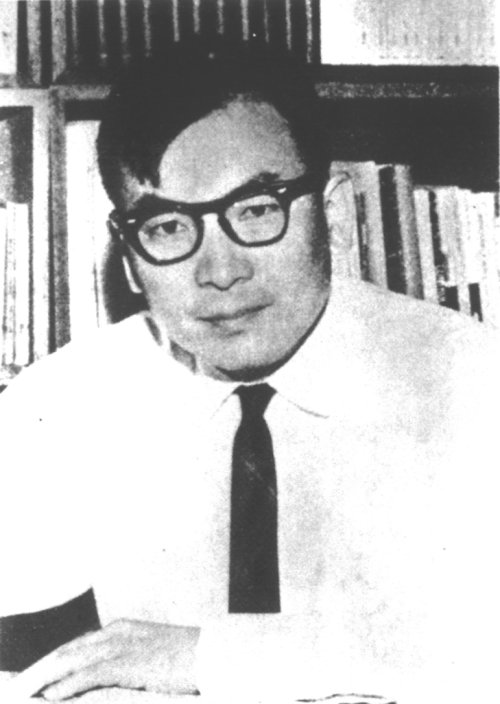
장준하

1965년 아시아영화제 심사위원장으로 영화제를 주관하였다. 그 뒤 윤보선·함석헌·장택상 등이 한일회담을 반대할 때와 베트남 전쟁 파병을 반대할 때는 두각을 드러내지 않았다. 1967년 국무총리로부터 방송윤리 향상 공로로 표창장을 수여받았다.
잡지 사상계의 경영난으로 장준하는 그를 찾아와 '사상계를 계속 꾸려갈 수가 없으니 인수해달라고 요청받았다.' 그러나 강원용은 돈도 없고 잡지를 만들 생각도 없다고 거절하였다. 강원용은 장준하의 사상계 창간 등의 활동을 정치적인 목적으로 활동한다고 평가한 바 있었다.

#### 반 유신 활동
1970년 국토통일원 자문위원에 위촉되었다. 1971년 여자문제에 관련된 선데이서울 조작사건이 발생하였다. 그는 이 사건을 이후락이 조작한 것으로 보고 그와는 앙숙이 되었다. 1972년 10월 박정희가 10월 유신을 선포하자 그는 윤보선·함석헌·김수환·김영삼 등과 더불어 시월유신에 반대하였다. 1974년 김수환·함석헌과 함께 민주회복국민회의에 가담했고 이어 민주회복국민회의 대표위원에 피선되었다. 그러나 한편으로 그는 박정희가 자신과 장준하를 미워하면서도, 그와 김수환의 설교는 듣는다는 것도 알고 있었다.

#### 크리스찬 아카데미 사건
크리스찬 아카데미 졸업생 중 노조활동가가 증가하자 중앙정보부는 1979년 3월 9일 크리스찬 아카데미 수강생들을 연행하고 아카데미 간부 6명을 체포하였다. 또한 아카데미 산업사회 교육과정을 수료한 노조 여성지부장 YH무역 노조 최순영 외 5명이 추가 연행되었고 중앙정보부는 압수수색영장 없이 학원과 집안의 모든 자료를 압수해갔다. 3월 27일 원장으로 있던 강원용도 중앙정보부로 출두하게 되었다.
강원용은 2004년 월간 신동아 기자 박태균과의 인터뷰에서 직원 6명이 금서(금지된 책)를 읽었는데 이것을 정부가 확대, 과장해서 반공법 위반, 국가보안법 위반으로 부풀린 것이라고 회고하였다. 1979년 10월 유신정권이 붕괴된 뒤 반유신투쟁을 중단하였다.

#### 유신 붕괴 이후
1979년 10월 26일 박정희가 김재규에게 암살당하고 전두환 보안사령관이 진압 명목으로 등장하자 그는 전두환이 사태를 수습할 것이라고 보았다. 12월 12일 저녁 연세대학교 이기택 교수의 연락을 받았다. 이기택으로부터 국방부 정보과로부터 계속 정보를 듣고 있는데, 12·12 사태가 진압되고 정승화를 체포했다는 소식을 접하고 전두환 보안사령관이 사태를 수습하는 게 아니라 정권을 잡는 것이라고 판단하였다.
12월 12일 12.12 사태가 터졌다. 12월 12일 오전 강원용은 김영삼에게 전화를 걸어 12월 13일 아침 남산에 있는 식당에서 만나 김영삼에게 김대중, 김종필과 함께 계엄을 해제시키고, 그 뒤 김종필은 김종필대로 가게 하고, 김대중과 손을 잡도록 권고하였다. 손을 잡는 조건으로 대통령은 김영삼이 먼저 하고 그 대신 당총재는 김대중에게 주며, 4년 후에 가서 경선을 하자고 조건을 제시하였다. 그러나 김영삼은 우리는 민주주의 신봉자니까 대통령후보든 당 총재든 전당대회에서 민주적으로 결정해야지, 우리끼리 약속을 하고 말고 하는 게 아니라며 강원용의 타협안을 거절하였다. 강원용은 당에서는 절대 다수가 김영삼 세력이었으니까 조건을 못 받아들이겠다는 것이 아니냐며 김영삼을 비난하였다.
12월 14일 아침 강원용은 김대중을 방문, 대통령을 김영삼에게 양보를 요구하였다. 박정희가 사상공세를 한 상황에서 대통령 되기가 어렵다고 지적하고 그러니까 이번에는 김영삼을 대통령에 앉히고 대신 당권을 쥔 다음 4년 후에 나가라고 권유하였다. 그러나 김대중은 군(軍)이란 세계를 모른다며, 군은 통수권자에게 절대 복종한다. 박정희가 있을 때는 박정희가 통수권자니까 거기에 충성했지만 이제 박정희는 죽었다. 장군들이 그 다음엔 내가 대통령 된다는 걸 잘 알기 때문에 내게 충성하고 들어올 것이다라는 이유를 들어 그의 요구를 거절하였다. 이후 강원용은 계엄령과 5.18 광주 민주화 운동의 원인을 민족의 미래보다 개인적인 야심을 앞세운 정치인들의 잘못이라 하며 이를 질타하였다.

#### 제5공화국 시절
1980년 5월 김영삼이 가택연금당하였으므로 강원룡은 김영삼의 집을 찾아가 장남 김은철의 약혼식을 주례해 주었다. 1980년 8월 국정자문위원에 임명되었다. 그해 병석에 누워있던 정일형으로부터 김대중을 살려달라는 간곡한 부탁을 받았다. 1981년 4월 23일 다시 국정자문회의 의원에 위촉되었다. 이때 강하게 거절하다가 다시 마음을 바꾸어 김대중 석방과 자신의 국정자문위원직을 맞교환하기로 했다.
"국정자문위원이 되는 것이 나로서는 여러 가지 문제가 있지만 만약 두 가지 전제조건이 받아들여진다면 그 제의를 수락하겠습니다. 우선 전 대통령과 한 시간 동안 단독 면담을 하고 싶고 그리고 이 일을 신문에는 절대로 보도되지 않았으면 합니다."
1980년 11월 25일, 청와대에서 국정자문위원 위촉장을 받고 전두환과 1시간 10분 동안 면담하였다. '이미 우리나라는 광주사태로 전 세계에서 비난을 받고 있는데, 이제 김대중까지 죽인다면 그 들끓는 여론을 어떻게 감당하려고 그러십니까? 새정부의 첫 출발을 사형으로 시작하면 되겠습니까?'라며 전두환에게 김대중 사면을 건의했다.
정일형과의 약속으로 그는 김대중의 사면을 전두환에게 건의해서 성사시켰다. 1981년 동독 드레스덴(Dresden)에서 모인 WCC 중앙위원회에 참석하고 돌아왔다. 1982년 WCC 대표로 구성된 소련 방문단원으로 18일간 소련 각지를 순방하고 돌아왔다. 1983년 캐나다 밴쿠버(Vancouver)에서 열린 WCC 총회에 참석하다. 1985년 한국기독교100주년기념사업협의회 대표회장에 피선되었다.
1986년 경동교회 목사직을 은퇴하였다.
1986년 6월 17일 아시아종교인평화회의(ACRP) 회장, 1986년 한국종교인평화회의(KCRP) 회장 등을 지냈으며 9월 경동교회 명예목사와 장로교 서울노회 명예목사에 임명되었다. 1987년 88 서울올림픽 준비직전 서울올림픽조직위원회 문화예술행사추진위원회 위원장에 피선되었다. 1987년 6월 정부로부터 서울올림픽 국제학술대회 책임자 직에 선임되었다. 이후 2년간 88 서울올림픽을 지원하고 학술대회를 개최를 추진하였다. 그는 당시 공산권 국가의 학자들을 모셔오는 일이 어려웠다고 회고하였다. 1987년 11월 4일 총리공관에서 열린 만찬에 국무총리 김정렬의 초청을 받았다.

### 생애 후반

#### 제6공화국 시절
1988년 제6공화국 출범 뒤에는 방송위원회 위원장을 지냈다. 1988년 강원용은 대통령 노태우로부터 국무총리직 제의를 받았으나 거절하였다.
1989년 12월 7일부터 12월 9일까지 방송위원회 직원연수에 참석하고 돌아왔다. 88서울올림픽이 성공적으로 폐막된 뒤 1989년 서울올림픽 진행에 대한 공로로 대통령 노태우로부터 대한민국 청룡(靑龍) 훈장을 수여받았다. 한편 노태우 정부는 그에게 총리직을 제의했으나 당시 민자당 대표이던 김영삼의 반대로 좌절돠었다.
1993년 5월 19일 하얏트 호텔에서 주관하는 조찬기도회를 주관하였다. 이 조찬기도회에는 김영삼 등이 참석하였다.
1994년 세계종교인평화회의(WCRP) 공동의장이 되었다. 1994년 10월 14일 한국사회교육원 개원식에 참석하였다. 1995년 2월 한·일 공동주최인 한일심포지엄 <해방 50년, 패전 50년>에 참석하였다. 1998년 통일부 통일고문회의 의장에 선출되었다. 1998년 방송개혁위원회 위원장, 실업극복국민운동위원회 공동위원장 등을 지냈다. 2000년 통일고문회의 의장에서 물러났다.

#### 2000년대 이후
서울예장로타리클럽 회원, 환경재단 고문, 클린 인터넷 국민운동본부 자문위원단 의장 등을 역임하였다.
2000년에는 크리스천 아카데미를 재단법인 《대화문화 아카데미》로 개편하는 데 참여하였다. 이어 대화문화아카데미 명예이사장에 추대되었다. 2000년 10월 남북대화를 위한 범국민적인 협력을 모색하기 위한 대화모임인 사단법인 《평화포럼》을 발족시켰다. 5월 '남북회담 이대로 좋은가'라는 주제의 토론회를 주관하기도 하였고 이어 평화포럼 이사장에 선임되었다. 이후 NCCK 의장, 경동교회 명예목사 등을 지냈다.
노무현 정권 출범후 재야 인사들에 대한 재평가 중 장준하에 대한 재평가에는 긍정적인 면과 부정적인 면을 함께 조명해야 된다며 객관성이 떨어지는 점을 지적하였다. 장준하에 대한 평가로 존경받아 마땅하나 정치적인 목적으로 활동하였다고 선을 긋기도 하였다. 2005년 7월 15일 역사와 미래를 위한 범국민자문위원회 위촉직 위원에 선임되었다.

##### 반미주의에 대한 비판
2005년 10월 동국대학교 강정구 교수가 6.25 전쟁 당시 미군의 개입을 비판하자, 10월 20일 특별 기자회견에서 미군이 개입하지 않았다면 전쟁도 빨리 끝나고 통일도 됐을 것이라는 주장을 북한에서는 할 수 있을 것이다. 나는 6·25전쟁 때 시골에서 구덩이를 파고 거기 숨어서 지냈다. 유엔군이 인천에 상륙해 들어온다는 소식에 그때 구덩이 속에 함께 있던 사람들이 일시에 일어서서 춤을 췄다. 이런 기억을 갖고 있는 사람들이 있는 대한민국 땅에서는 그렇게 말할 수 없는 것이라며 강정구를 비판하였다. 또한 더글러스 맥아더 장군 동상 철거 논란에 대해서도 '6·25전쟁을 경험하지 않은 사람들이 미국을 구세주처럼 생각하는 것에 반감을 갖는 것은 이해할 수 있지만, 6·25전쟁을 역사책이 아니라 몸으로 경험한 사람들은 그런 생각을 할 수가 없다며 거부감을 드러내었다.
남북 대화에 대해서 6·15와 8·15 남북 공동행사에서 쓰였던 '우리 민족끼리'라는 캐치프레이즈에 대해 편협하고 위험한 생각이라며 우려를 표명하였다. 한반도의 문제가 남북한만의 힘으로 해결되지 않음을 지적하고, '우리 민족끼리'라는 구호는 좋아 보이지만 편협하고 위험하다고 주장하였으며, 남북문제는 4대 강국을 포함한 주변 국가의 협조가 긴요하다고 내다보았다. 그는 반미주의의 원인을 '우리 민족끼리'라는 구호로 지목하였으며 이 구호가 반미로 이어졌고, 맥아더 장군 동상 철거 시도와 강 교수의 발언 파문 등으로 이어졌다고 분석했다. 한편 남북한의 동질성과 이질성을 언급, 하나님은 우리에게 두개의 눈을 주셨는데 북한 사람도 두눈을 똑바로 뜨고 봐야 한다며 한쪽 눈으로는 우리 동포라는 시각과 다른쪽 눈으로는 우리와 전혀 다른 체제에서 살아온 사람이라는 시각에서 봐야 한다는 점도 지적하였다.

##### 친일 청산 문제 관련 논란
2005년 민족문제연구소에서 김활란, 백낙준, 유진오, 노기남을 친일파로 선정하자 강원용 목사는 친일파 청산의 문제점을 지적, 비판하였다. 2005년 10월 친일인명사전 대상자로 김활란, 백낙준, 유진오, 노기남 등이 지목되자 "한 민간단체가 발표한 친일인명사전 후보 명단을 봤다. 나도 일제강점기에 투옥됐던 사람이지만 그 명단을 보고 웃었다."며 김활란, 백낙준, 유진오, 노기남 등을 친일파 명단에 실린 것을 지적하며 "그 분들을 다 단죄한다면 당시를 살았던 한국 사람들을 다 어떻게 평가해야 되느냐."며 친일파 선정의 문제점을 지적하였다. 2005년 11월 18일 한국기독교회관에서 한국기독교교수협의회, 한국신학연구소 주최로 열린 '역사청산- 왜, 무엇을, 어떻게?' 심포지움에 참석하였다. 학술회의에서 강원룡은 당시 정권의 무차별적 역사청산에 적극적인 반대 의사를 피력하기도 하였다. 학술회의에서 강원용은 10월 동아일보와의 인터뷰에서 응답한 것처럼 친일인명사전 후보 명단을 봤고 일제강점기에 투옥됐던 사람이지만 그 명단을 보고 웃었다며 김활란, 백낙준, 유진오, 노기남 등을 친일파 명단에 실린 것을 지적, 그분들을 다 단죄한다면 당시를 살았던 한국 사람들을 다 어떻게 평가해야 되느냐며 친일파 선정 기준에 이의를 제기하였다. 덧붙여서 그는 과거를 청산해야 올바른 미래를 준비할 수 있다는 기본 정신에는 동의하나 무차별적으로 과거를 청산하는 것은 옳지 않으며, 일제에 적극적으로 협력한 사람과 어쩔 수 없이 협력한 사람을 구별해야 한다고 지적, 친일파 청산대상 선정기준을 비판하였다.
저서인 《역사의 언덕에서》에서도 그는 친일파로 지목된 송창근 목사의 친일파 선정에도 비판을 가하였다. 송 목사는 일제시대 때 이런저런 사건에 연루돼 감옥에도 드나들며 고생했으며, '온갖 고문을 받아도 참을 수 있었지만, 남산에 끌려가 벗은 몸으로 나무에 꽁꽁 묶여 온갖 벌레들에 뜯기는 고초를 겪은 뒤로는 항일 활동에서 손을 떼게 됐다'며 '일본 경찰은 이후 김천에 숨어살다시피 하는 그를 불러 친일 유세를 강요했는데, 그는 어쩔 수 없이 강연을 나가게 됐지만 정치적 발언은 일절 하지 않고 만담식으로 가벼운 말들만 하다가 끝내곤 했다'고 밝혔다. 이어 '해방이 된 뒤 송 목사는 (친일 행적들이) 자의에 의한 행위가 아닌 소극적 행위였음에도 양심의 부담을 안고 조용하게 살았다며 그랬던 송창근 목사를 친일 목사로 역사에 기록되는 것을 볼 때마다 씁쓸한 마음을 금할 수 없다'고 유감을 표명했다. 이어 친일 논란에 대해 당시 우리교계에는 세 부류의 지도자가 있었다고 주장하였다. 한 부류는 주기철 목사처럼 감옥에서 저항하다 순교당한 사람이고, 그 다음은 진짜 친일파 목사인데, 그들은 신사참배를 하러 가면서 "눈에 보이는 천황께 충성 못하는 사람들이 눈에 안 보이는 하나님께 어떻게 충성하겠느냐"고 강요하는 자들이라 하였다. 한 부류는 부득이하게 일제의 테두리 속에서 목숨을 이어가며 그리스도의 증인이 되기 위해 고통스러운 삶을 살아낸 인물이라고 지적하였다. 강원용은 송창근 목사가 세 번째 부류였다며, "그가 했다고 하는 친일 내용을 자세히 알아보면 그것은 친일이라고 얘기할 수도 없는 성질의 것"이라고 변호하였다.
《역사의 언덕에서》에서 그는 친일파 청산 기준의 공정성을 비판하였다. 《역사의 언덕에서》에서 그는 친일파 청산 기준에 대해 일제 시대를 살아보지 않은 사람은 친일이나 항일을 너무 쉽게 생각한다는 점을 지적, 거물들이야 창씨개명도 거부할 수 있었겠지만 민초들이 무슨 수로 그런 것을 거부할 수 있었겠는가 하며 일반 국민의 입장도 헤아릴 것을 주문했다. 한편 다른 실례로 윤동주의 창씨개명을 들며 저항 시인 윤동주가 창씨개명을 했다고 하면 요즘 사람들은 놀라겠지만, 그 시대는 생존이 걸린 문제였다고 지적하였다. 그는 친일파 청산을 정치적 목적으로 활용하는 것으로 보고 부정적으로 평하였다.

##### 간첩사건 조작론에 대한 견해
한편 일부 운동권 세력 내에 사회주의 세력이 있었다는 점과 꼬투리 잡힐 짓을 했다는 증언을 해서 논란이 되기도 했다. 노무현 정권 이후 1967년 민비련(민족주의비교연구회) 사건, 1974년 인혁당 재건위 사건과 전국민주청년학생총연맹(민청학련) 사건, 1979년 크리스찬아카데미 사건, 남조선민족해방전선에 대한 재평가가 이루어지자 2004년 월간 신동아와의 인터뷰에서 간첩조작사건 재평가에 대해 인혁당 재건위 사건, 민청학련 사건, 크리스찬아카데미 사건, 남조선민족해방전선 중에는 전혀 근거없는 사건들도 많았지만, 이런 사건들이 100% 조작된 것은 아니며 꼬투리 잡힐 구실을 만들어서 잡혔는데, 박정희 정권이 이 꼬투리를 확대, 과장한 것이라고 진술하였다. 그에 의하면 '100% 사실이라거나 100% 조작이라고 강변하는 것은 양쪽 다 똑같은 흑백논리'라고 밝혔다.
또한 2004년 신동아와의 인터뷰에서는 직원 6명이 금서(금지된 책)를 읽었는데 이것을 정부가 확대, 과장해서 반공법 위반, 국가보안법 위반으로 부풀린 것이라 하였다. 이 때문에 그가 보수 세력에 투항했다, 타협했다는 인신공격이 나돌기도 했다.

##### 참여정부에 대한 비판
2006년 언론과의 인터뷰에서 강원용은 노무현 정권의 의사소통 부족과 독선적인 것을 들어 비판을 가하였다. 조선일보와의 인터뷰에서 그는 '386세대니, 뭐니 해가지고 국민의 일부 몇 사람이 밀고 나가지, 광범위한 국민 참여의 길을 열어주고 있지 않다'고 하였고 노무현 정부에 조언하는 시민단체가 있지 않느냐는 기자의 질문에 참여 대상에 대해 "노사모라든지 386세대라든지 요런 사람이 중심이 된 것 뿐"이라며 노사모와 386측근 등참여 대상의 협소함을 지적하였다. 노무현 정권의 경제정책에 대해서는 '남미(南美) 같은 실패로 갈까 걱정이다'고 비판하였고, 언론 정책에 대해서는 정부에 비판적인 언론에 대해 그렇게 자꾸 적대시해서 어떻게 자유민주주의를 하겠다는 것인가며 비판을 제기하였다. 노무현 정부가 자유민주주의를 하려는 집단이냐는 의심은 곧 친노진영 네티즌들의 불만과 분노를 유발했다.
대통령 김영삼, 김대중 등이 재야활동을 하던 시절부터 교류하였으나 김대중의 정책에도 비판적이었다.

### 비판
오랫동안 사회운동에 투신하였으나 본질적으로 윤보선과 같은 반공주의자, 보수주의자로서 의식에 한계가 있었다는 지적이 있으며, 일제 강점기부터의 활동경력에서도 실제로 위험을 부담한 일은 별로 없다는 지적도 있다.
특히 말년에 급격히 보수화되었다는 지적도 있으나 보수적인 신학을 배경으로 하는 목회자로서 불가피한 한계였다는 옹호도 있다.

### 사후
2006년 8월 10일 더위로 서울특별시 일원동 강남삼성의료원에 입원하였고, 8월 11일 오전 병원에서 갑자기 쓰러져 중환자실로 옮겨졌다. 8월 17일 12시 5분 서울특별시 일원동 삼성병원에서 90세의 나이로 사망하였다. 서울대 병원 영안실 1호실에 빈소가 마련되었고, 발인후 경기도 여주군 가남면 금곡리 남한강 공원묘원에 안장되었다.

## 저서
- 《내가 믿는 그리스도》
- 《새시대의 건설자》 (1949)
- 《폐허에의 호소》
- 《자유케 하는 진리》
- 《인생과 종교》
- 《빈들에서》 (1993)
- 《믿는 나 믿음 없는 나》 (1998)
- 《역사의 언덕에서》 (2003)
- 《강원용과의 대화》
- 《여해 강원용 전집》

## 기타 경력

### 인물평
강원용은 이런저런 인물평을 남겼다. 이승만에 대해서는 탁월한 정략가라는 평을 남겼다. 조봉암을 싫어하게 된 원인으로는 조봉암이 5·10 선거에 참여했다는 점을 들었다. 공산당에서 탈당하더니 5·10 선거에도 참여하여 당선된 것과 이승만 정부에서 농림부 장관을 하는 등의 이력을 보고 너무 왔다갔다한다 싶었다며 비판하였다. 한편 미국이 조봉암을 지지하는 듯한 뉘앙스를 주며 이승만과 조봉암 사이를 저울질했다는 증언도 내놓았다.
박정희에 대해서는 경제를 살린 점을 높이 평가하였지만, 나중에 뜻이 변질된 것으로 평가하였다. 그러나 강원용은 박정희를 위험인물로 경계하였고 좌파로 의심하기도 하였다. 장준하에 대해서는 높이 평가받을만 하나 정치적인 목적으로 활동하였다고 평가하였다. 사상계 등의 활동은 정치적인 목적이며 장준하의 야당활동은 반박정희 노선으로 정치적 목적을 바꾼것에 불과하다고 평가하였다. 노무현 정권과 386 정치인에 대해서는 의사소통 부족과 비판 언론을 탄압하는 점을 비판하였다.

### 상훈
- 1967년 방송윤리 향상 공로 표창장(국무총리상)
- 국민훈장 모란장
- 국민훈장 동백장
- 체육훈장 청룡장
- 일본 니와노(庭野) 평화상만해상(평화부문)

## 가족 관계
- 부인 : 김명주(1918년 ~ 2011년 4월 16일), 기독교 장로회 여신도회 회장 역임
  - 장녀 : 강혜자
  - 차녀 : 강혜원
  - 장남 : 강대인

## 기타

### 박정희의 위험성 지적
강원용은 박정희를 위험인물이라 지적했고 그가 만나는 인물들 조차 위험한 인물들로 보고 경계했다. 그는 박정희가 극좌적이고 폭력적인 인물이며 독재도 할 것으로 전망했다. 1961년의 5.16 군사 정변 이후 그는 박정희를 위험인물로 보고 주시하였으며, 그에 대한 정보를 미국측에 알리기도 했다. 그는 1963년 5월 18일 서울특별시 퇴계로 보훈처회관에서 박정희를 만나 독재할 생각을 말고 민생을 챙길것을 충고하기도 하였다. 그러나 박정희는 장도영 등을 숙청하면서 권력의 발에 다가섰고, 그가 극좌파 사람들과 연결되었다는 소식을 접하면서 그를 추척하게 된다.
강원용은 박정희를 공산주의자로 판단하여 위험인물로 봤다. 동아대학교의 러시아어문학 교수로 있던 어느 지인에게서 박정희가 부산의 좌파 사람들을 만나는 것을 목격, 위험인물로 보고 추적한 뒤, 그 내용을 알려오자 강원용은 박정희의 공산주의자 활동을 조사해서 미국 측 인사들에게 알려주기도 하였다. 박정희 등이 5.16군사정변을 일으키자 동아대학교 박 교수가 박정희 집안의 과거를 조사하여 자료를 정리하고 녹음기를 들고 박정희 주변의 대화를 녹음 녹취록을 작성한 것을 전달받았다. 이후 강원용은 박정희를 위험 인물이자 극좌파로 규정하고 윤보선을 지지하였다.

### 윤보선과의 관계
1965년 한일 비준 파동이 발생한다. 이때 윤보선과 유진산은 갈등하게 된다. 윤보선은 유진산이 진솔하지 못하고 정치적인 사람이라고 자주 비난하였다. 윤보선이 유진산과 같은 당(신민당)을 한다길래 강원용은 “그 사람하고 같이하면 안 된다”고 하였다. 그러나 윤보선은 강원용의 지적을 사람을 직접 상대해보지 않고 타인의 말만 듣는 것은 편견이라며 일단 유진산과 함께 움직였다. 한민당 때부터 함께 정치를 해왔고 같은 민주당 구파의 리더였지만 그러나 계속 노선 갈등이 일어났고 결국 사이가 틀어지게 된다.
1960년대에 윤보선이 신민당을 할 때 유진산과 손을 잡자 강원용은 윤보선에게 그 사람과 손잡지 말라고 만류했다. 그러나 윤보선은 강원용의 말을 듣지 않았다.
| “ | 윤보선 씨의 부인 공덕귀 여사가 제 스승인 손창근 목사의 애제자예요. 그래서 제가 공덕귀 씨와 잘 아는 사이였는데, 윤보선 씨가 공덕귀와 결혼하면서 윤 씨와도 인연이 맺어진 겁니다. 그 후에 윤보선 씨가 상공부 장관과 서울시장을 했죠. 부산 피난 시절에는 제가 어디에 가서 강연을 하면 참석해서 듣곤 했습니다. 윤보선 씨 집에 가보면 정말 양반 중의 양반가라는 느낌이 들었어요. 그런 집안 출신인 윤보선 씨가 공부는 영국에서 했으니(에든버러대에서 고고학 전공) 선비정신과 영국의 젠틀맨십을 겸하고 있었어요. 말이나 행동이 아주 신사적이었습니다. 제가 윤보선 씨와 가까워진 것은 대통령을 그만두고 나서였어요. 민주당 정권 시절 구파와 신파가 싸울 때 저는 어느 쪽에도 관여하지 않았거든요. 결국 선거에서 구파가 지고 윤보선 씨가 실권 없는 대통령이 되고 말았죠. 그때는 청와대에서 오라고 하면 가서 그저 밥이나 먹고 왔지 별 관계는 없었어요. 5·16이 터지고 나서부터 저와 가깝게 된 겁니다. 윤보선 씨는 대통령을 그만두고 나와 다시 야당을 했지만, 당시 야권의 거물인 유진산과는 아주 미묘한 사이였죠. 처음에는 두 사람 사이가 그렇게 나쁘지 않았어요. 저는 유진산씨를 좋지 않게 생각했습니다. 신문에 유진산 씨에 대해 안 좋은 글을 쓰기도 했죠. 그랬더니 유진산 씨가 “중앙정보부에서 (강원용이) 돈을 얼마나 받아먹고 그런 글을 썼는지 조사해봐야겠다”고 했대요. 윤보선 씨가 유진산 씨와 같은 당(신민당)을 한다길래 제가 “그 사람하고 같이하면 안 된다”고 했지만, 듣지 않고 합했어요. 결국 거기에서 윤보선씨가 유진산과 갈라지면서 제 말이 옳았다는 걸 인정한 거죠. | ” |
|   | — 강원용의 증언 |   |

윤보선은 원칙론을 고수했고 유진산은 타협을 하면서 어느 정도 얻어낼 것은 얻어내자는 견해를 제시했다. 노선 문제로 윤보선과 유진산은 사이가 틀어졌고 강원용은 후에 내 말이 옳았다는 것이 인정된 것이라고 주장하기도 했다.
한편 1971년에는 야당의 후보 단일화를 위해 강원용은 윤보선에게 후보 사퇴를 종용하였다. 그러나 윤보선은 김대중을 대단히 불신하였다. 강원용이 윤보선을 찾아가서 신민당 후보 김대중을 지지하라고 했습니다. 그랬더니 윤보선은 "강 목사가 사람을 몰라도 그렇게 몰라? 김대중이란 사람은 머리털부터 발톱까지 완전히 정치적인 사람이야"라는 것이라며 반대했다. 그리고는 윤보선은 오히려 정치적으로 이용할 지도 모른다면서 "김대중을 믿을 수 없다"고 했다. 그래서 강원용은 다시 윤보선을 설득하였다.
| “ | 해위(윤보선의 호) 선생, 그렇게만 볼 게 아닙니다. 내가 세 사람 다 만나봤는데 가능성 있는 사람은 김대중 씨밖에 없습디다. 이번에 박기출 씨를 내보내면 1963년 선거와 똑같은 결과가 나옵니다. 그때 끝까지 출마를 포기하지 않은 변영태씨 때문에 해위 선생이 그 사람이 얻은 표만큼의 차이로 진 것 아닙니까. 이번에 박기출씨가 나오면 김대중은 박기출 씨가 얻은 표만큼의 차이로 질 겁니다. 그러면 국민들이 ‘도대체 누가 박기출이를 내세웠냐’고 들고 일어날 겁니다. 해위 선생이 매그루더에게 5·16 쿠데타군을 진압하지 말도록 했다는 게 사람들의 머릿속에 아직도 남아 있질 않습니까. 그 후에 반(反)박정희 운동을 해서 겨우 상처가 아물었는데, 이번에 그런 결과가 나오면 해위라는 이름은 우리 역사에서 영원히 지워지고 말 겁니다. | ” |

다음날 오후에 박기출이 기자회견을 갖고 물러났고 윤보선은 김대중 지지로 돌아섰다.

### 권태양의 프락치설
좌우합작위원회와 남북협상 당시 중도파에서 활동했지만 그는 김규식의 보좌진 중 송남헌이 추천한 권태양이라는 인물을 의심스럽게 보았다. 그런데 6.25 전쟁 당시 강원용은 숨어있다가 권태양이 김규식을 납치하여 공산주의자들에게 인도한 것을 목격한다.
그의 목격에 의하면 '권태양은 김규식을 서울을 점령한 공산주의자들에게 인도했다.' 강원용의 증언에 의하면 한국 전쟁 당시 공산 치하의 서울에서 권태양이 박소붕이라는 사람에게 '당신 지금 내가 누군지 알고 이러는 거야? 함부로 떠들지 말아.'라고 하는 말과 그 뒤에 박소붕에게 뭐라 하자 박소붕의 태도가 싹 달라지는 것을 보고 권태양의 정체를 의심하였다. 또한 남북협상 당시에도 권태양이 오히려 김규식이 북한에 가도록 공작했다는 의혹을 제기하였다. '남북협상에 기대를 걸지 않던 김규식은 북에 가지 않을 목적으로 그를 보냈으나, 그가 김규식이 북에 가도록 일을 만든 것은 아닌가 하고 의혹을 제기하였다.'는 것이다.

## 같이 보기
| - 한국기독교장로회 - 경동교회 - 제4공화국 - 제5공화국 - 국정자문회의 - 김수환 - 김재준 - 백낙준 - 박정희 - 윤동주 - 서울올림픽 - 윤보선 - 함석헌 - 문익환 - 김영삼 - 김규식 - 김활란 | - 김수환 - 송창근 - 채필근 - 유진오 - 한경직 - 한명숙 - 김대중 - 이승만 - 조봉암 - 김동길 |